# Fagotist
Fagotist je glasbenik, izvajalec na pihalni instrument, imenovan fagot.